# Diospyros perrieri
Diospyros perrieri är en tvåhjärtbladig växtart som beskrevs av Henri Lucien Jumelle. Diospyros perrieri ingår i släktet Diospyros och familjen Ebenaceae. Inga underarter finns listade i Catalogue of Life.